# خانواده بهاءالله

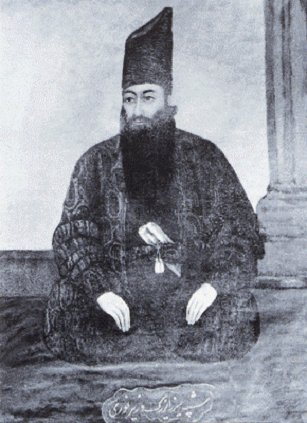
میرزا بزرگ

بهاءالله پایه‌گذار آیین بهائی است. او در سال ۱۱۹۶ در قریهٔ نور در استان مازندران ایران به دنیا آمد. پدر او میرزا بزرگ و مادر او خدیجه خانم نام داشت. او از سران جنبش بابیه بود و سپس آیین بهائی را در سال ۱۲۵۲ بنیان گذارد. خانوادهٔ او شامل سه همسر و فرزندان او هستند.

## اعضای خانواده

### آسیه‌خانم
آسیه‌خانم در سال ۱۱۹۹ خورشیدی در روستای یال‌رود مازندران به دنیا آمد. پدر او میرزا اسماعیل وزیر نوری، از ملاکان بود. بهاءالله او را نوّاب و ورقة العلیا خطاب کرد. او به واسطهٔ زیبایی کم‌نظیر ظاهری، ثروت و تقوا برای ازدواج با بهاءالله انتخاب شد. هر دو خانواده از طریق نفوذ در دربار با هم مرتبط بودند و این امر شاید در شکل‌گیری این ازدواج مؤثر بوده است. آسیه در سن ۱۵ سالگی و در تاریخی بین ۲ تا ۳۰ مهر ۱۲۶۵ با بهاءالله در سن ۱۸ سالگی ازدواج کردند. از این زوج هفت فرزند به دنیا آمد که تنها سه نفر آن‌ها تا بزرگسالی زنده ماندند. آسیه در سال ۱۸۹۲ میلادی شش سال قبل از صعود بهاءالله در عکا از دنیا رفت و در کوه کرمل در نزدیک آرامگاه باب دفن شد. بهاءالله او را مونس خواند و فرزند بزرگشان عباس افندی (عبدالبهاء) را به جانشینی دیانت بهائی برگزید. بهائیان فرزندان این زوج را به عنوان خانوادهٔ مقدس بهائی می‌شناسند. فرزندان آن‌ها عبارت‌اند از: عباس افندی، بهیّه‌خانمو میرزا مهدی.

#### عباس افندی
عباس که بیشتر با عنوان عبدالبهاء شناخته می‌شود، در سال ۱۲۲۳ به دنیا آمد و در سال ۱۳۰۰ از دنیا رفت. او بزرگ‌ترین فرزند آسیه و بهاءالله بود. پدر با القاب مختلفی نظیر سرّ الله، سرکار آقا، نمونهٔ کامل و غصن اعظم او را خطاب می‌کرد. طبق وصیت بهاءالله، عبدالبهاء پس از مرگ پدر، مرکز عهد، جانشین و مفسر نوشته‌های بهاءالله است. طی مدتی که عبدالبهاء زمامدار آیین بهائی بود با آن‌که تحت کنترل امپراتوری عثمانی قرار داشت، بسیاری از بهائیان به دیدار او می‌آمدند و او در ارتباط دائم با بهائیان دنیا بود. پس از این‌که انقلاب موسوم به ترکان جوان در سال ۱۲۸۷ باعث آزادی زندانیان سیاسی در بند امپراتوری عثمانی شد، عبدالبهاء نیز در سال ۱۲۹۰ آزاد شد و سفر سه ساله‌ای را به مصر، اروپا و آمریکای شمالی به منظور تبلیغ پیام بهائی آغاز کرد. در ۷ اردیبهشت ۱۲۹۹ دولت بریتانیا نشان شوالیه را به عبدالبهاء به واسطهٔ تلاش‌های انسان‌دوستانه در جنگ جهانی اول اعطا کرد. عبدالبهاء در ۷ آذر ۱۳۰۰ درگذشت و آرامگاه او در یکی از اتاق‌های مقبرهٔ باب قرار دارد.

#### بهیّه
بهیّه‌خانم در سال ۱۲۲۵ در تهران به دنیا آمد و بزرگ‌ترین دختر بهاءالله و آسیه خانم بود. او ملقب به ورقه علیا بود. او به خصوص بسیار نزد پدرش عزیز بود و در آیین بهائی به عنوان یکی از بزرگ‌ترین زنان تاریخ به‌شمار می‌رود. او در سال‌های متمادی دعوای داخلی بین خانوادهٔ بهاءالله، که منجر به طرد بسیاری از آنان شد، به مرکز عهد وفادار ماند و از آنان پشتیبانی کرد. وی در زمان غیبت عبدالبهاء (بین سال‌های ۱۲۸۹ تا ۱۲۹۲) و شوقی افندی (بین سال‌های ۱۳۰۱ تا ۱۳۰۳) از مرکز جهانی بهائیت در حیفا، به سِمَت رهبر اجرایی آیین بهائی در نظر گرفته می‌شد. به‌طور خاص شوقی افندی در دوران بسیار سخت پس از درگذشت عبدالبهاء بسیار از حمایت او کرد. او در ۲۴ تیر ۱۳۱۱ درگذشت و در باغ‌های بهائی کوه کرمل دفن شد. بنای یادبود ورقه علیا به خاطر او در مرکز جهانی بهائی ساخته شد.

#### میرزا مهدی
میرزا مهدی در سال ۱۲۲۳ در تهران به دنیا آمد و لقب غصن اطهر را داشت. او در سن ۲۲ سالگی در ۲ تیر ۱۲۴۹ در عکا در اثر سقوط از نورگیر سقفی زندان، در حالی که مشغول مناجات بود، جان داد. مرگ او از این نظر در آیین بهائی حائز اهمیت است که بهائیان باور دارند که بهاءالله پیشنهاد درمان به او داد، اما او به امید پایان دادن به حبس بهائیان ترجیح داد که نپذیرد جان دهد. میرزا مهدی در نهایت در کنار مادر، در باغ‌های بهائی کوه کرمل در حیفا نزدیک خواهر و برادر خود دفن شد.

#### دیگران
آسیه‌خانم حداقل چهار فرزند پسر دیگر به دنیا آورد که به دلیل این‌که همگی در کودکی از دنیا رفتند، اطلاعات چندانی از آن‌ها در دست نیست:
- کاظم که در ایران از دنیا رفت.[۳۱]
- صدیق که در سن ۳ یا ۴ سالگی از دنیا رفت.[۳۰]
- علی‌محمد که در سال ۱۲۳۱[۳۲] در سن ۷ سالگی در مازندران از دنیا رفت.[۳۰]
- علی‌محمد که در بغداد متولد شد و همان‌جا در ۲ سالگی فوت کرد.[۳۰]

### فاطمه
فاطمه در سال ۱۲۰۷ در مازندران متولد شد و به نام مهد علیا معروف بود. او دختر عمهٔ بهاءالله بود و در ابتدا در سن ۱۴ سالگی با یک روحانی برجسته که چندین ده سال از او بزرگ‌تر بود ازدواج کرد. اما دیری نپایید که، شاید در سن ۱۶ سالگی، بیوه شد. گزارش شده است که عمهٔ بهاءالله از او عاجزانه خواست که با دختر بیوه‌اش ازدواج کند و بهاءالله با بی‌میلی پذیرفت. آن‌ها در سال ۱۸۴۸ در تهران ازدواج کردند. ثمرهٔ این ازدواج شش فرزند بود که تنها چهار نفر آن‌ها تا بزرگی زنده ماندند. نقل شده است که فاطمه نسبت به عبدالبهاء بسیار حسود بود و خصومت عظیمی علیه او پایه‌گذاری کرد. او در سال ۱۲۸۳ از دنیا رفت و پس از آن به عنوان یک ناقض عهد و میثاق خوانده شد. فرزندان او عبارت‌اند از: صمدیه، محمدعلی، ضیاءالله، بدیع‌الله و دیگران.

#### صمدیه
صمدیه با مجدالدین، فرزند آقای کلیم برادر بهاءالله، ازدواج کرد. مجدالدین یکی از بزرگ‌ترین منتقدان عبدالبهاء بود و در نهایت صمدیه و مجدالدین هر دو به عنوان ناقض عهد و میثاق اعلام شدند. صمدیه در سن ۴۹ سالگی در سال ۱۲۸۳ یا ۱۲۸۴ درگذشت و همسر او بیش از صد سال عمر کرد و در سال ۱۳۳۴ از دنیا رفت.

#### محمدعلی
میرزا محمدعلی در سال ۱۲۳۲ در بغداد به دنیا آمد. بهاءالله او را با عنوان غصن اکبر خواهد و هنگامی که عباس افندی را جانشینی خود اعلام کرد، محمدعلی را به عنوان فرد پس از عبدالبهاء برگزید. بر اثر حسادت برای برهم زدن رهبری عبدالبهاء توطئه کرد اما نتوانست پشتیبانی زیادی از بهائیان به‌دست‌آورد. وقتی عبدالبهاء درگذشت، در وصیت‌نامهٔ او، ضمن معرفی محمدعلی به عنوان یک ناقض عهد و میثاق، به جزئیات پیمان‌شکنی او اشاره شده بود و در عوض شوقی افندی به جای او به عنوان جانشین عبدالبهاء معرفی شده بود. شوقی افندی محمدعلی را به عنوان سردستهٔ ناقضان عهد بهاءالله توصیف کرد. محمدعلی در سال ۱۳۱۶ درگذشت.

#### ضیاءالله
ضیاءالله در ۲۵ مرداد ۱۲۴۳ در شهر اَدِرنه متولد شد. او در ماجرای دعوای بین عبدالبهاء و محمدعلی بین طرفین دعوا در نوسان بود و در نهایت قبل از این‌که اقدامی بر ضد عبدالبهاء انجام دهد از دنیا رفت اما همچنان به عنوان یک ناقض عهد و میثاق شناخته می‌شود. او در ۸ آبان ۱۲۷۷ درگذشت. او با ثریا سمندری، دختر شیخ کاظم السمندر، ازدواج کرد. این ازدواج فرزندی در برنداشت و بر اساس خاطرات سمندر، میرزا محمدعلی مانع از رجوع ثریا به او شد.

#### بدیع‌الله
بدیع‌الله در سال ۱۲۴۶ در اَدِرنه متولد شد. در قسمت بیشتر عمر خود از برادرش محمدعلی در مخالفت با ادعای عبدالبهاء به عنوان مرکز عهد و میثاق، حمایت کرد؛ اما در سال ۱۲۸۲، محمدعلی را رد کرد و طی نامه‌ای که به «رسالهٔ بدیع‌الله» مشهور است، به عبدالبهاء اعلام وفاداری نمود که البته آن هم دیری نپایید. او در سال ۱۳۲۹ در اسرائیل درگذشت.

#### دیگران
مهدعلیا حداقل دو فرزند دیگر به دنیا آورد: علی‌محمد که در دو سالگی در بغداد از دنیا رفت. سجیه‌خانم که در بغداد به دنیا آمد و در سن دوسالگی در استانبول درگذشت.

### گوهر
گوهر در کاشان در یک خانوادهٔ بابی به دنیا آمد. برادرش، میرزا مهدی کاشانی، او را به قصد خدمتگزاری به خانوادهٔ بهاء و آسیه‌خانم به بغداد آورد. بهاءالله حدود سال ۱۲۴۱ او را به عقد خود درآورد. ظاهراً در زمان ازدواج، گوهر خدمتکار همسر اول بهاءالله بوده است. وقتی بهاءالله در سال ۱۲۴۲ بغداد را ترک کرد، گوهرخانم برخلاف دو همسر دیگر بهاءالله در بغداد ماند. در زمان اقامتش در بغداد پیش برادرش بود و پس از مدتی کوتاه گوهر و برادرش به همراه بهائیان بغداد به موصل اخراج شدند. برادر گوهر نامه‌های فراوانی به بهاءالله نوشت تا اجازه دهد وارد عکا شوند و بهاءالله سرانجام اجازه را صادر کرد و برادر و خواهر در سال ۱۲۴۹ وارد عکا شدند. بهاءالله و گوهر یک دختر به نام فروغیه داشتند که در عکا به دنیا آمد. گوهر و دخترش هر دو پس از مرگ بهاءالله به عنوان ناقض عهد و میثاق شناخته شدند. گوهر در تاریخی بین سال‌های ۱۲۷۱ تا ۱۳۰۰ از دنیا رفته است.

#### فروغیه
اطلاعات کمی از فروغیه در دسترس هست. او با سید علی، پسر خواهر باب ازدواج کرد. او، همسرش و فرزندانش (مخصوصاً بزرگ‌ترین آن‌ها نیّر) همگی طرفدار میرزا محمدعلی بودند و برچسب ناقض عهد و میثاق خوردند. فروغیه بر اثر سرطان درگذشت.

## چندهمسری
این‌که بهاءالله دارای سه همسر بوده در حالی که آیین او مدعی تک‌همسری است، موضوعی مورد بحث بوده است. برخی بر این باورند که تعالیم آیین بهائی بر تساوی زن و مرد و تک‌همسری به دوران پس از ازدواج بهاءالله مربوط است و این تعالیم به تدریج بهائیان را از یک رسم فرهنگی دیرینه (چندهمسری) دور می‌سازد.
بهاءالله هم‌زمان سه همسر داشت. بهاءالله با همسر اول و دوم خود در تهران ازدواج کرد. بر اساس احکام اسلام، هر مرد می‌تواند هم‌زمان چهار زن دائم داشته باشد البته به شرط رعایت عدالت میان آن‌ها؛ بنابراین بهائیان بر این باورند که بهاءالله در زمان ازدواج‌هایش، طبق آیین اسلام عمل کرده است و هنوز آیین جدید بهائیت وضع نشده بوده است. بیت‌العدل اعظم توضیح می‌دهد:
... بهاءالله با همسر اول و دوم خود درحالی‌که در تهران بود، و با همسر سوم خود در بغداد ازدواج کرد. در آن زمان قوانین اقدس هنوز نازل نشده بود و همچنین، او قوانین دور قبلی و رسوم مردم وطن خودش را پیروی می‌کرد.
احکام ازدواج آیین بهائی بیش از ده سال پس از آخرین ازدواج بهاءالله در کتاب اقدس نوشته شد. بهاءالله در این کتاب تعداد زنان دائم را به دو عدد و بدون زن موقت محدود کرده و بیان کرده است که داشتن تنها یک زن سبب آرامش هر دو همسر است. این مطلب بعدها توسط عبدالبهاء این‌گونه تفسیر شد که داشتن زن دوم تنها با شرط رعایت عدالت و مساوات بین هر دو زن جایز است و از آن‌جا که این موضوع در عمل، غیرممکن است تک‌همسری پایه‌گذاری شد. چه بسا این تفسیر عبدالبهاء نشأت گرفته از آنچه باشد که در آیین اسلام بیان شده است که داشتن چهار همسر، تنها با رعایت عدالت مطلق در میان تمام همسران جایز است.
بهائیان عنوان می‌کنند که چندهمسری یک رسم دیرینه است و ادیان دیگر، تک‌همسری را لازم نمی‌دانستند. طبق قوانین موسی یک مرد می‌توانست به تعداد دلخواه همسر داشته باشد. دیدگاه‌های متفاوتی در میان مسیحیان دربارهٔ چندهمسری وجود دارد و به‌طور حتم برخی گروه‌های آن همواره آن را تشویق و عمل نمودند. در شبه‌جزیرهٔ عربستان پیامبر اسلام محدودیت چهارهمسری را وضع کرد که پیش از آن محدودیتی نداشت. آیین بهائی به تدریج تک‌همسری را در منطقه‌ای وضع کرد که چندهمسری یک روش پسندیدهٔ زندگی بود. بند ۸۹ از کتاب اقدس در این‌باره توضیح می‌دهد:
بهاءالله، که تعلیمات خودش را در میان جامعهٔ مسلمانان بیان می‌کرد، به تدریج مسئلهٔ تک‌همسری را طبق قواعد عقل و برای علنی کردن تدریجی مقصود خود وضع کرد. این قضیه که او برای پیروانش مفسری مصون از خطا برای نوشته‌هایش باقی گذاشت این اجازه را به او داد که به ظاهر در کتاب اقدس دوهمسری را مجاز شمرد اما شرطی قرار داد که به عبدالبهاء این اجازه را داد که این مطلب را بعداً روشن کند که هدف اصلی این قانون برای اجبار تک‌همسری بود.

## القاب فرزندان
یکی از القاب بهاءالله، سدرة المنتهی است به معنای درختی که عبوری فرای آن نیست. بر همین اساس بهاءالله فرزندان خود را لقب‌گذاری کرد. فرزندان پسر او اغصان (جمع غصن و به معنای شاخه‌ها) و فرزندان دختر او ورقات (جمع ورق و به معنای برگ) خوانده شدند. به‌طور خاص سه تن از پسران او غصن نامیده شدند:
- عباس مشهور به عبدالبهاء، غصن اعظم[۷۷]
- میرزا محمدعلی، غصن اکبر[۷۷][۷۸][۷۹]
- میرزا مهدی، غصن اطهر[۷۷]

بزرگ‌ترین دختر او به نام فاطمه (مشهور به بهیّه) با لقب بزرگ‌ترین برگ مقدس (ورقة العلیا) خوانده شد. بهاءالله در زمان حیات، بزرگ‌ترین پسرش عباس را با عناوین سرّ الله و سرکار آقا خطاب می‌کرد. پس از مرگ پدر، عباس عنوان عبدالبهاء را برای خود برگزید.